# 石巻湾
石巻湾（いしのまきわん）は、東北地方の太平洋岸にある湾。仙台湾の支湾であり、その北部を構成する。日本百景に選定されている。

## 概要
宮城県牡鹿半島と宮戸島に囲まれた湾であり、南側に広く開けている。湾内の島としては田代島、網地島がある。海岸については、牡鹿半島と宮戸島においてリアス式海岸などの溺れ谷が見られるが、中央部は砂浜海岸となっている。流入河川として鳴瀬川や旧北上川などがあり、旧北上川河口を中心に石巻市がある。
また、牡鹿半島によって外洋からのうねりが遮られるため波が穏やかであり、サーフィンには不向きであるが、砂浜では消波ブロックがなくとも海水浴が出来る。

## 湾に位置する自治体
- 石巻市
- 東松島市